# 선녀와 사기꾼
《선녀와 사기꾼》은 2003년 6월 4일부터 2003년 8월 7일까지 방송되었던 SBS 수목 드라마이다.
한편, 이 작품은 2003년 6월 5일 방영분에서 병원에 술을 몰래 갖고 들어와 숨기는 장면을 방송하여 비난을 샀으며 과소비 조장, 에너지 낭비 등을 부추긴다는 지적을 사 녹색미래가 선정한 "가장 반환경적인 TV 드라마"에 선정되는 불명예를 안았다. 또한 시청률에서도 평균적으로 10%대 초반을 기록하는 등 실패작이 되었다.

## 등장 인물
- 안재욱 : 정재경 역
- 김민선 : 송경숙 역
- 정유석 : 조승준 역
- 소이현 : 윤지나 역
- 박근형 : 심춘식 역
- 성지루 : 이재수 역
- 도이성 : 고민상 역
- 송재호 : 한회장 역
- 남포동 : 원 사장 역
- 이계인
- 지수원 : 양미애 역
- 이재포
- 김나래
- 한지안
- 홍여진
- 홍근하
- 이한위 : 벽돌 역

## 이모저모
- 김규리가 맡았던 송경선 역은 당초 하지원이 낙점됐으나 "앞으로의 일정이 아무래도 무리인 데다 건강상의 문제가 발생할 가능성을 배제할 수 없다"는 이유로 담당 PD 장용우에게 출연 고사를 밝혔으며 결국 김규리의 대타로 들어갔다.[3]
- 안재욱(정재경 역)이 해당 드라마를 통해 처음으로 SBS 출연을 했으나[4] 안재욱과 같은 기획사 소속이었던 김규리를 여주인공으로 캐스팅하여[5] 비난을 샀다.